# Acacia wightiana
Acacia wightiana é uma espécie de leguminosa do gênero Acacia, pertencente à família Fabaceae.